# Shane Parrish
Shane Parrish, es un personaje ficticio de la serie de televisión australiana Home and Away interpretado por el actor australiano Dieter Brummer del 28 de mayo de 1992, hasta el 13 de mayo de 1996.

## Biografía
Shane aparece por primera vez en la bahía cuando entra a la casa de Donald Fisher, donde su hermano mayor Nick Parrish quien vive ahí con su prometida Lucinda Croft, la sobreina de Donald lo encuentra. Cuando Shane descubre que Lucinda está engañando a Nick con su exnovio Ryan Lee decide vengarse de ellos y hunde el coche de Ryan en un río.
Poco después Shane se hace amigo de Damian Roberts y ocasionan varios problemas en la bahía, su amistad se ve puesta a prueba cuando ambos comienzan a competir por la atención de Kelly Chan que finalmente gana Shane, sin embargo cuando Kelly se va Shane y Damian vuelven a hacerse amigos. Días después Shane se hace enemigo de Peter "Tug" O'Neale, quien anteriormente había estado molestando a Damian, Tug le miente a la policía y acusa falsamente a Shane de robo y sentenciado a servir varias semanas en un centro de detención, sin embargo poco después la policía descubre la verdad y Shane es encontrado inocente. 
Cuando Angel Brooks le vende a Shane unas entradas para ver a "Frente!" y este se da cuenta de que son falsas decide encontrarla, poco después Shane descubre que Angel no tiene hogar, poco después se muda con Donald, Nick y Shane. Aunque al inicio Shane y Angel tienen varios enfrentamientos finalmente comienzan a salir después de compartir un beso. Cuando Shane es escogido para interpretar el personaje principal en una obra musical junto a la novia de Tug, Sarah Thompson usa la oportunidad para vengarse de Tug. En la noche del estreno de la obra Shane exagera la escena del beso Tug molesto se sube al escenario y golpea a Shane y más tarde se arreglan sus diferencias.
Shane queda sorprendido cuando lee los archivos de Angel durante su estancia en la estación de policía de Yabbie Creek y descubre que Angel estuvo embarazada a los 14 años y que tuvo un hijo, Dylan con Paul Harris a quien luego le cedió la custodia. Shane decide ayudar a Angel a encontrar a su hijo y aunque al inicio Paul no quiere ceder luego de la intromisión de su madre Ann Harris decide dejar que Dylan se vaya con Angel. Aunque al inicio Shane tiene problemas para construir una relación con Dylan finalmente lo logra y ambos comienzan a llevarse muy bien.
Cuando Jack Wilson lleva a Bay pronto se siente atraído por Angel e intenta conquistarla lo que molesta a Shane celoso le da falsas direcciones a Jack acerca del cuarto de Angel, creyendo que se encontrara con ella Jack sube por la ventana y trata de meterse en la cama con Angel pero pronto se da cuenta de que la habitación es de Donald Fisher. Poco después Shane le propone matrimonio a Angel y ella acepta a pesar de que varios residentes les dicen que son demasiado jóvenes, cuando su hermano Nick recibe una promoción en el extranjero Shane se molesta por la partida de Nick, esto empeora cuando su madre Ros Parrish llega a la bahía poco después de la muerte de su padre, Philip Parrish y comienza a interferir en su relación con Angel por lo que le pide que se vaya.
Las cosas no mejoran cuando Alf Stewart accidentalmente atropella a Angel lo que la deja temporalmente paralizada por lo que la boda tiene que posponerse dejando a Shane molesto. Después de recuperarse la boda se retoma y Donald lleva a Angel al altar donde finalmente se casan. Poco después Shane y Angel se mudan a una antigua casa y comienzan a remodelarla para que puedan comenzar su vida juntos.
Shannon Reed comienza a sentirse atraída por Shane y aprovecha la oportunidad de cuidar de Dylan para acercase a él, sin embargo cuando Shannon intenta besarlo y Shane la rechaza, molesta le dice a Angel que ella y Shane han estado teniendo una aventura, aunque Shane le dice que no es verdad y que Shannon solo se está vengando de él por rechazarla Angel no le cree y se va de la casa con Dylan.
Cuando Angel está en un accidente aéreo junto a Dylan y la maestra local Teresa Lynch, Shane sale a buscarlos y finalmente cuando los encuentra Shannon sintiéndose culpable le dice a Angel que mintió acerca de la aventura. Inmediatamente después Shane y Angel se reconcilian.
Durante una reunión con sus amigos Shane sale a buscar algo de helado pero es atropellado por un motociclista que lo deja ahí. Cuando lo encuentran Shane es llevado al hospital donde es sometido a una esplenectomía y luego de recuperarse regresa a su hogar. 
Más tarde durante la celebración del primer aniversario de bodas de Shane y Angel la pareja decide irse de viaje con Dylan, ahí Shane comienza a sentirse enfermo y se demaya, Angel asustada comienza a gritar por ayuda pero esta llega demasiado tarde y Shane muere en sus brazos. Cuando los médicos evalúan lo sucedido descubren que su muerte fue ocasionada por una septicemia causada por una infección que nunca sanó luego de ser atropellado por el motociclista.
Shane es cremado y sus cenizas son esparcidas en el mar, poco después Angel descubre que está embarazada y más tarde da a luz a su hija a quien llama en honor a su padre, Shane Parrish, Jr.